# Xã Dry Point, Quận Shelby, Illinois
Xã Dry Point (tiếng Anh: Dry Point Township) là một xã thuộc quận Shelby, tiểu bang Illinois, Hoa Kỳ. Năm 2010, dân số của xã này là 1.093 người.